# 아프릴리아
아프릴리아(이탈리아어: Aprilia)는 이탈리아의 라치오주 라티나도에 위치한 코무네다.